# Parsons Pond
Parsons Pond är en stad i provinsen Newfoundland och Labrador i Kanada. Det fanns 478 invånare vid folkräkningen 2011.

## Historia
Parsons Pond fick namnet Sandy Bay när Kapten Cook utforskade området 1768. När området senare besöktes av Isaac Parsons fick det byta namn. Över århundradena har många invånare i området haft efternamnet Parson.
På 1800-talet utvanns olja ur ett stort antal oljekällor på den västra sidan av Parsons Pond. Nu finns förhoppningar om att göra oljefynd i havet utanför staden.
Vid den första folkräkningen i slutet av 1800-talet hade orten endast 18 invånare.

## Demografi
Den kanadensiska folkräkningen 2011 innehåller följande uppgifter om Parsons Pond:
- Befolkning 2011 – 478
- Befolkning 2006 – 387
- Befolkning 2001 – 427[4]
- Förändring 2006 – 2011 +23,5 procent
- Förändring 2001 – 2006 -9,4 procent
- Befolkningstäthet: 37,8
- Yta 12,63 km2

## Bildgalleri

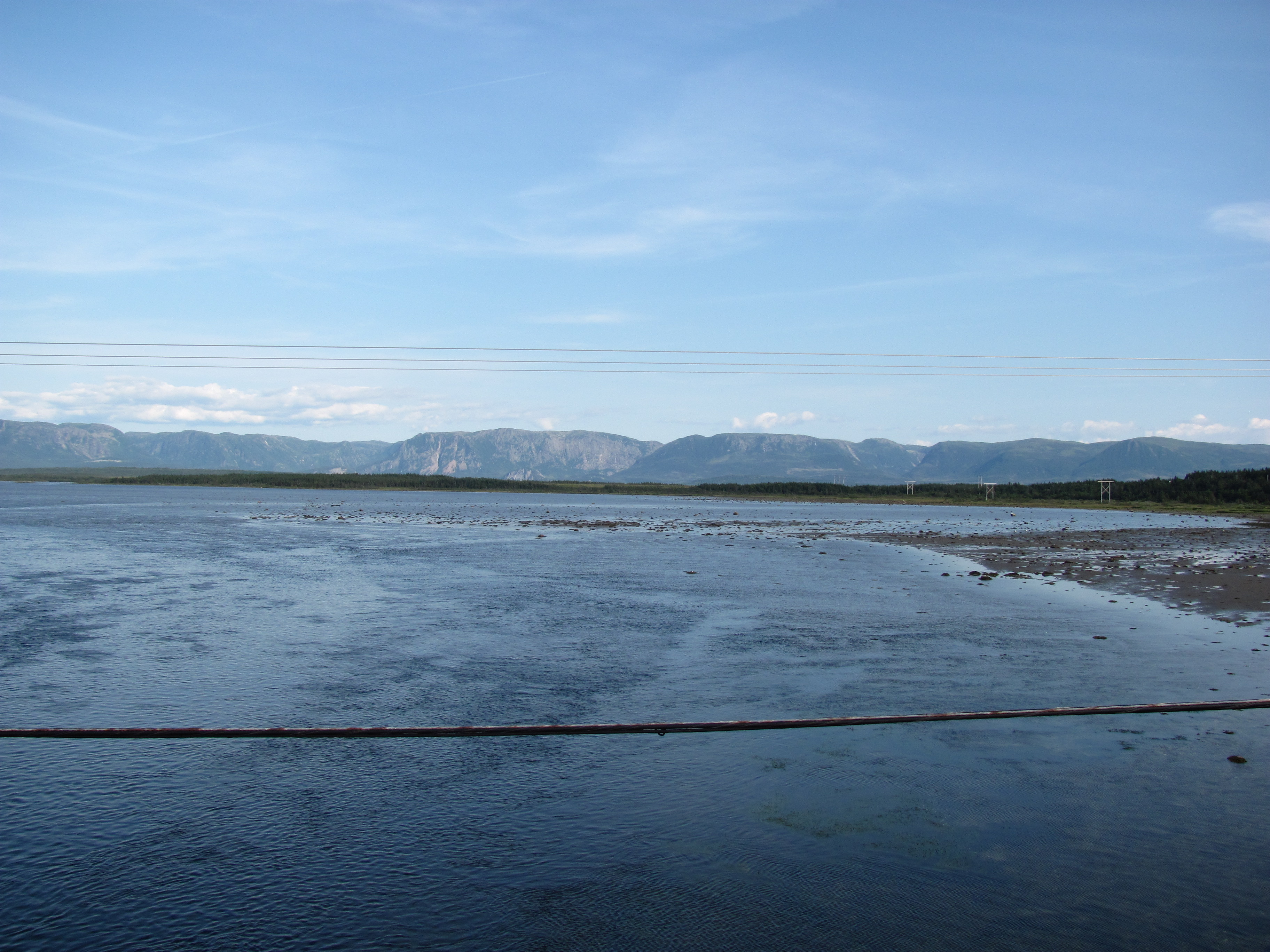
Utsikt mot Gros Morne National Park
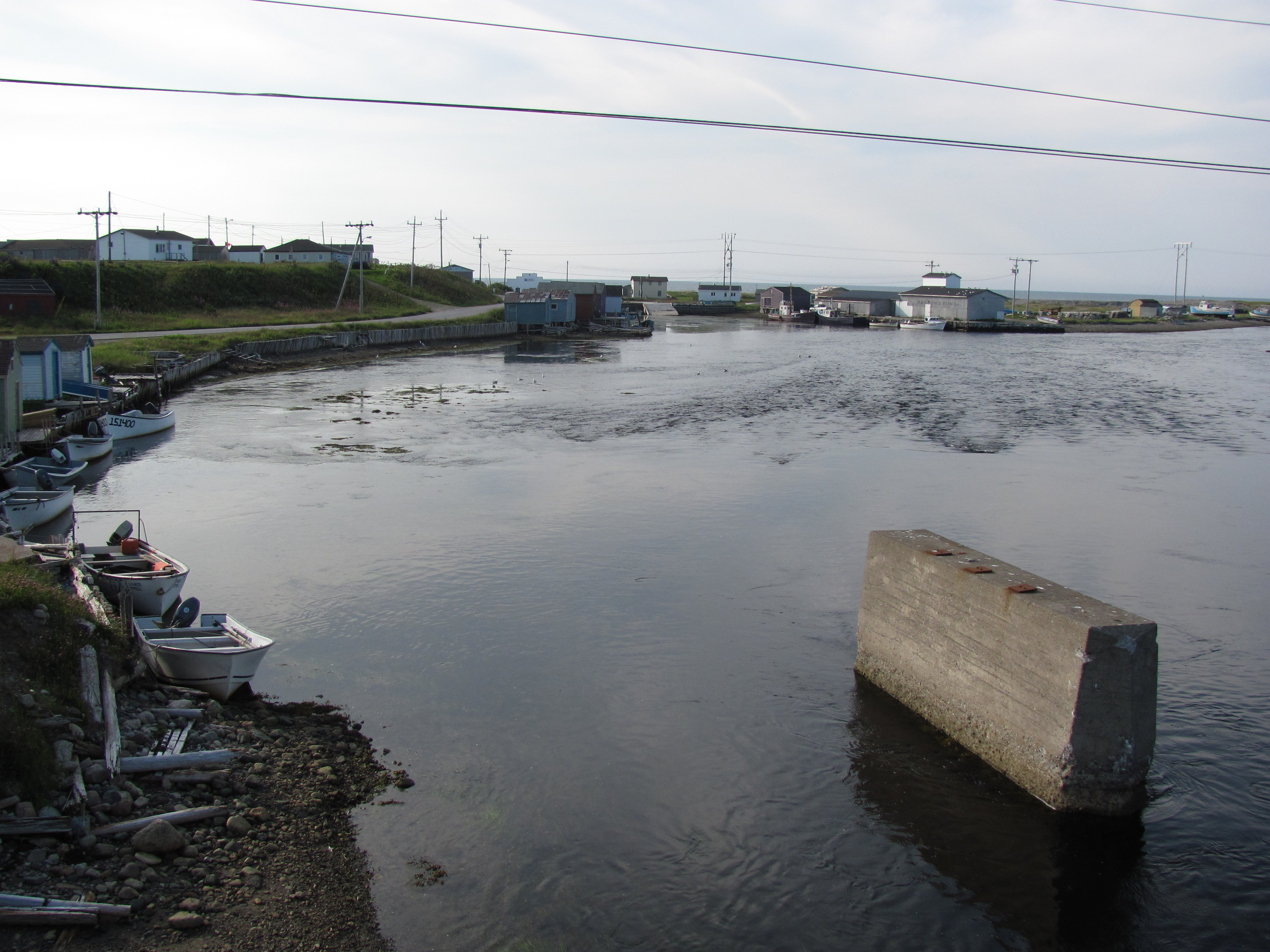
Hamnen
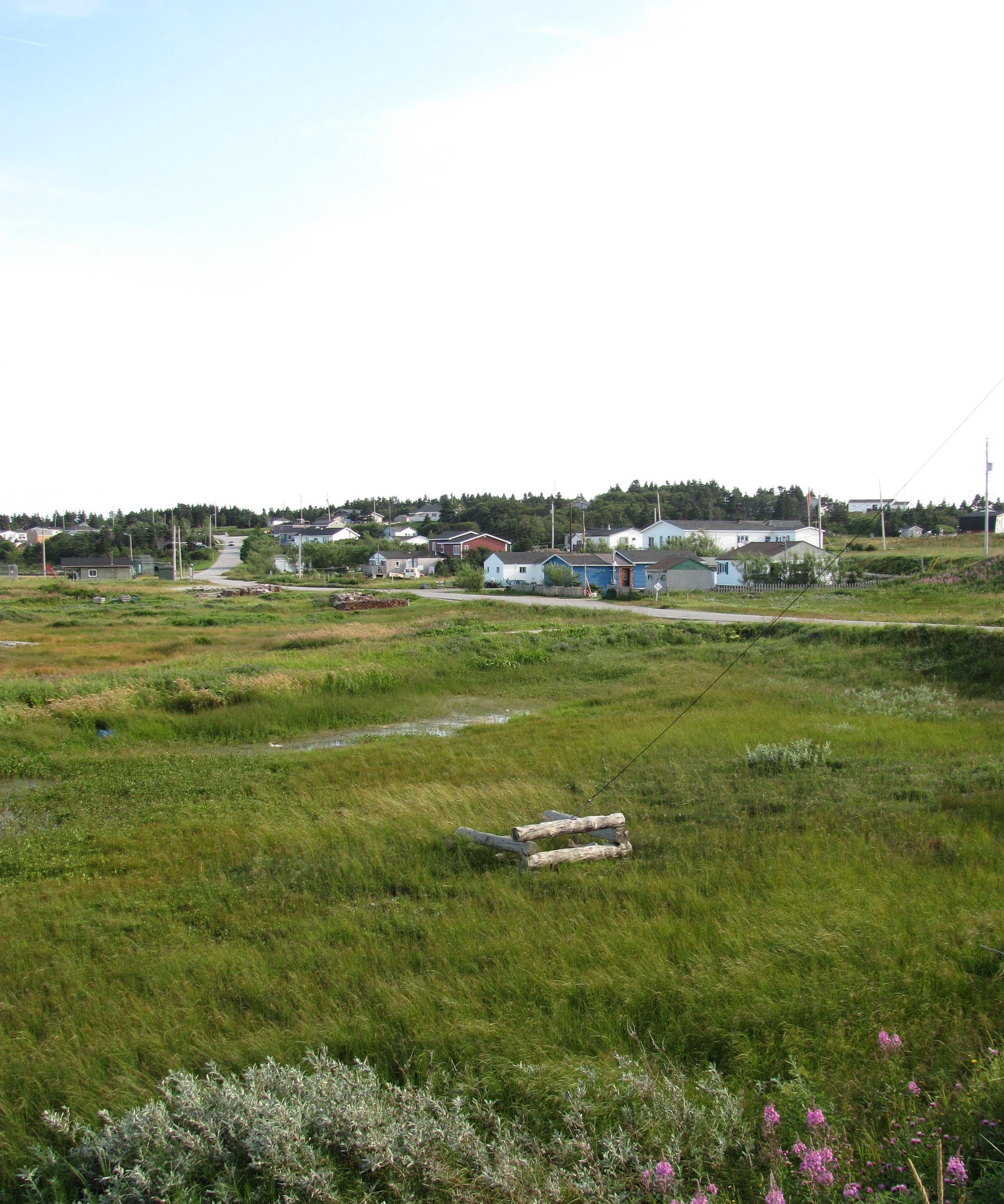
Utsikt over Parsons Pond